# Truyền thông Việt Nam
Truyền thông Việt Nam đề cập đến báo chí, phát thanh, truyền hình và các loại hình truyền thông đại chúng khác ở Việt Nam.
Do Việt Nam là một chế độ đơn đảng, các thông tin đăng trên truyền thông chính thức đều được kiểm duyệt chặt chẽ. Báo chí và truyền hình chủ yếu đóng vai trò công cụ tuyên truyền và định hướng dư luận.

## Truyền hình
Tính đến năm 2021, Việt Nam có 67 đài phát thanh, truyền hình trung ương và địa phương.

### Lịch sử
Trong thời kỳ chiến tranh Việt Nam, hai miền đều có các đài truyền hình riêng, đó là Đài Tiếng nói Việt Nam của miền Bắc và Đài Truyền hình Việt Nam của miền Nam (thành lập năm 1960).
Năm 1977, Ban biên tập Vô tuyến truyền hình tách khỏi Đài Tiếng nói Việt Nam và đổi thành Đài Truyền hình Trung ương. Năm 1987, Đài Truyền hình Trung ương đổi tên thành Đài Truyền hình Việt Nam.
Mãi đến năm 2004, Đài Truyền hình Kỹ thuật số VTC được thành lập với một số nhân viên VTV và Vietnamnet làm nòng cốt, trực thuộc Bộ Bưu chính Viễn thông.
Năm 2015, Đài VTC được chuyển từ Bộ Thông tin và Truyền thông sang trực thuộc Đài Tiếng nói Việt Nam.

### Đài địa phương & các kênh truyền hình
Tại Việt Nam, tất cả các tỉnh đều có một Đài Truyền hình địa phương, phát sóng trong phạm vi tỉnh. Hầu hết các đài này đều lấy kinh phí trực tiếp từ ngân sách của tỉnh, ngoại trừ một số đài bao gồm Đài Phát thanh – Truyền hình Hà Nội và Đài truyền hình thành phố Hồ Chí Minh (HTV), Đài truyền hình Vĩnh Long, Đài truyền hình Bình Dương.

## Phát thanh
Bản phát thanh tiếng Việt đầu tiên được thực hiện vào ngày 2 tháng 9 năm 1945, khi Hồ Chí Minh đọc bản Tuyên ngôn Độc lập.
Trước năm 1945, người Việt Nam bị cấm sở hữu máy thu thanh, và phát thanh truyền hình thuộc quyền kiểm soát của chính quyền thực dân Pháp, sau đó đã thành lập đài phát thanh đầu tiên tại Việt Nam, Đài phát thanh Sài Gòn (Radio Saigon), vào cuối những năm 1920.
Đài phát thanh quốc gia của Việt Nam, bây giờ được gọi là Đài Tiếng nói Việt Nam, bắt đầu phát sóng từ Hà Nội chỉ một tuần sau Tuyên ngôn độc lập của nược Việt Nam Dân chủ Cộng hòa. Trong chiến tranh Việt Nam, Đài phát thanh Hà Nội (Radio Hanoi) hoạt động như một công cụ tuyên truyền của nước Việt Nam Dân chủ Cộng hòa.
Việt Nam Cộng hòa thiết lập mạng phát thanh của mình tại Sài Gòn vào năm 1955.
Sau khi thống nhất, tất cả các đài phát thanh đã được kết hợp thành Đài Tiếng nói Việt Nam, rồi trở thành đài phát thanh quốc gia vào năm 1978.
Ngoài ra, hầu hết các tỉnh và thành phố đều có đài phát thanh riêng.

## Báo chí
Tờ báo tiếng Việt đầu tiên là tờ Gia Định Báo của Pháp, được thành lập tại Sài Gòn năm 1869. Trong những năm tiếp theo, cả hai đảng dân tộc và thực dân đều dựa vào báo chí như một công cụ tuyên truyền. Trong giai đoạn cuối cùng của chủ nghĩa thực dân Pháp, nhiều phóng viên đã bị bắt, bị cầm tù và một số văn phòng báo đã bị chính quyền đóng cửa.
Sau 1954, báo chí được thành lập tại Hà Nội và tờ báo làm nền tảng cho ngành công nghiệp báo chí của đất nước được như ngày nay, trực thuộc Đảng Cộng sản – báo Nhân Dân – được thành lập năm 1951.
Khi Việt Nam chuyển sang một nền kinh tế thị trường tự do với biện pháp Đổi Mới, chính phủ đã dựa vào các phương tiện truyền thông in ấn để thông báo cho công chúng về các chính sách của mình. Biện pháp này đã có tác dụng tăng gần gấp đôi số lượng báo và tạp chí từ năm 1996.
Tính đến cuối năm 2017, Việt Nam có 849 cơ quan báo và tạp chí in, 195 cơ quan báo chí điện tử được cấp phép.

## Internet
Kể từ khi có Internet, các hình thức truyền thông độc lập của công dân như blog và mạng xã hội đã phát triển, đăng các thông tin có tính bổ sung và đối lập với truyền thông chính thống.
Ban Tuyên giáo nhận định đây là mặt trận/cuộc chiến thông tin, và đã thành lập Lực lượng 47 với hơn 10 ngàn người thuộc nhóm chiến đấu trên không gian mạng.
Tuy nhiên, tại Hội nghị toàn quốc tổng kết công tác tuyên giáo năm 2017 và triển khai nhiệm vụ năm 2018, ông Trần Quốc Vượng, Ủy viên Bộ Chính trị, Chủ nhiệm Ủy ban Kiểm tra Trung ương đã cho rằng Ban Tuyên giáo có nguy cơ chịu thua trên mặt trận thông tin này.

### Blog
Vốn là dịch vụ để người dùng chia sẻ các cảm nghĩ cá nhân, một phần các blog đã chuyển qua đăng các thông tin mà không được đăng trên các báo chí chính thức. Một số nhà báo và người viết không chuyên như Trương Duy Nhất, Trương Huy San, Nguyễn Quang Lập, Anh Ba Sàm, Điếu Cày, Mẹ Nấm đã chuyển sang viết blog, với nội dung chỉ trích chính phủ càng ngày càng tăng.
Năm 2015, blog ẩn danh Chân dung quyền lực đã trở nên nổi tiếng toàn Việt Nam với việc dự báo chính thức lịch bay về nước của ông Nguyễn Bá Thanh.
Ban Tuyên giáo và chính phủ phản ứng bằng cách vừa đẩy mạnh tuyên truyền, coi các thông tin trên mạng xã hội là một phần của diễn biến hòa bình do các thế lực thù địch bên ngoài chống phá, vừa đưa một số blogger (Trương Duy Nhất, Anh Ba Sàm, Điếu Cày, Mẹ Nấm) vào tù với tội danh Tuyên truyền chống nhà nước. Một số người trong số họ được đưa ra nước ngoài (Điếu Cày, Tạ Phong Tần), chủ yếu là sang Mỹ, trong các thỏa thuận kín với Bộ Ngoại giao Mỹ để đánh đổi lấy các lợi ích quốc gia (bỏ lệnh cấm vận vũ khí, được tham gia vào TPP, tăng cường đầu tư v.v...)

### Mạng xã hội
Tại Việt Nam, Facebook là mạng xã hội phổ biến nhất (chiếm 61% số người dùng mạng xã hội) và được người dân sử dụng như là một quyền lực mới trong lĩnh vực truyền thông do có khả năng chia sẻ nhanh chóng. Các sự kiện nóng trên Facebook thường nhanh chóng được báo chí chính thống thuật lại và bình luận, và đôi khi đã làm các nhân vật được nhắc đến phải xin lỗi cộng đồng.
Năm 2016, sau khi hình ảnh đoàn xe của Thủ tướng Nguyễn Xuân Phúc đi vào phố đi bộ tại Hội An được chia sẻ rộng rãi trên Facebook, 2 ngày đầu báo chí coi phản ứng trên mạng là trái chiều, thậm chí là những lời bình luận suy diễn sai sự thật, thiếu tính xây dựng. Sau 1 tuần Thủ tướng Phúc đã phải lên tiếng mong nhân dân thông cảm.
Ngày 15 tháng 11 năm 2017, Bộ trưởng Trương Minh Tuấn của Bộ Thông tin và Truyền thông cho biết Bộ này đang thúc đẩy việc phát triển các trang mạng xã hội do người Việt Nam sáng tạo để cạnh tranh với các trang mạng xã hội của nước ngoài như YouTube, Facebook, nhằm "kiểm soát, hạn chế thông tin xấu, độc hại, phản cảm trên mạng xã hội và định hướng thông tin, tuyên truyền văn hoá, đạo đức."
Bộ trưởng Nguyễn Mạnh Hùng vào ngày 15 tháng 7 năm 2019, cho là: "Đã đến lúc chúng ta viết một mạng xã hội mới, nhân văn hơn, thực sự coi trọng khách hàng hơn và đưa người dân làm chủ thể tri thức. Đồng thời người dùng cũng phải được chia sẻ giá trị khi tham gia cuộc chơi đó...".
Từ tháng 4 đến tháng 9 năm 2019, có 3 mạng xã hội Việt Nam ra đời: Hahalolo, Gapo và Lotus. Tuy nhiên, chỉ vài ba tháng sau khi ra mắt, các mạng xã hội này đều lần lượt chìm vào quên lãng.
Theo số liệu của Tổ công tác thúc đẩy hệ sinh thái số Việt Nam (Bộ TT&TT), tính đến cuối năm 2018, mạng xã hội lớn nhất tại Việt Nam là Facebook có 60 triệu người sử dụng tại Việt Nam. Zalo có khoảng 40 triệu người dùng còn Mocha có khoảng 4,5 triệu người sử dụng. Cũng theo tổ chức này, tính đến tháng 1 năm 2020, Facebook, Zalo, Gapo, Lotus tương ứng có 61, 60, 6 và 2.5 triệu người dùng.

### Các vụ việc liên quan
Ngày 25 tháng 5 năm 2018, blogger Nguyễn Anh Tuấn đã bị A67, Cục Chống Phản động và Khủng bố thuộc Bộ Công an chi nhánh phía Nam giữ lại tại sân bay Tân Sơn Nhất để yêu cầu xóa các bài viết về Vingroup lấy các mảnh đất vàng ở Hà Nội mà không qua đấu thầu. Ông Tuấn đã từ chối.
Trong vụ mâu thuẫn liên quan đến khu đô thị Skylake tại Hà Nội, công an cảnh báo những người mua nhà, mà đã đi biểu tình vào tháng 3/2019 nhằm phản đối Vingroup, không được nói chuyện với phóng viên hay đăng bài trên Facebook. Vingroup xác nhận với Financial Times rằng công ty có theo dõi mạng xã hội với mục tiêu “xử lý nhanh” nhằm bảo vệ quyền lợi khách hàng của họ, và nói thêm “Thông thường, những người phàn nàn trên mạng xã hội đều tự nguyện sửa bài hoặc xóa bài”.
Trong tháng 4 năm 2020, theo Reuters, Facebook đã đồng ý kiểm duyệt nội dung chính trị trên mạng xã hội này tại Việt Nam sau khi 7 server của Facebook tại Việt Nam đã bị ngắt kết nối khiến mạng xã hội này có lúc ngừng hoạt động. Trong một tuyên bố gửi qua email, Facebook xác nhận rằng họ đã miễn cưỡng tuân thủ yêu cầu của chính phủ đối với việc hạn chế quyền truy cập vào nội dung mà họ cho là bất hợp pháp. Reuters đã gọi cho Bộ Thông tin truyền thông, đại diện Viettel và VNPT để hỏi về việc này nhưng không được hồi âm.
Ngày 19 tháng 11 năm 2020, Reuters dẫn lời một lãnh đạo của Facebook, cho biết Hà Nội đã dọa đóng cửa Facebook tại Việt Nam nếu không chấp nhận các yêu cầu kiểm duyệt chặt chẽ hơn các nội dung chính trị của chính quyền Việt Nam. Facebook đã từ chối.

## Quản lý
Truyền thông Việt Nam chịu sự quản lý chặt chẽ của Ban Tuyên giáo Trung ương và Bộ Thông tin – Truyền thông. Bằng những biện pháp kiểm duyệt các thông tin trên báo chí hay truyền hình bất lợi cho Chính phủ Việt Nam đều sẽ dẫn đến kết cục không tốt cho nhà báo thực hiện tin bài và Tổng biên tập phụ trách.
Năm 1992, Tổng biên tập báo Tuổi trẻ Vũ Kim Hạnh bị đình chỉ chức vụ Tổng Biên tập sau khi đăng một số tư liệu chưa được công bố liên quan đến đời tư của Hồ Chí Minh, như việc ông đã từng có vợ là người Trung Quốc.